# Acadêmicos do Túnel do Sacavém
A Associação Recreativa Beneficente Cultural e Esportiva Escola de Samba Acadêmicos do Túnel do Sacavém é uma das escolas de samba de São Luís, no Maranhão. É uma escola dissidente da Favela do Samba.
Fundada a partir de 1998, a Acadêmicos do Túnel do Sacavém é uma escola de samba que representa o bairro de mesmo nome, localizado próximo à Flor do Samba. Suas cores oficiais — verde, vermelho e amarelo — marcam sua identidade visual. Embora ativa no carnaval maranhense, a agremiação ainda não conquistou o título de campeã do Carnaval do Maranhão.

## Carnavais
| Ano                          | Colocação                    | Grupo                        | Enredo                                                                                           | Carnavalesco      | Ref         |
| ---------------------------- | ---------------------------- | ---------------------------- | ------------------------------------------------------------------------------------------------ | ----------------- | ----------- |
| 1998                         |                              | Único                        | Louvação a São Luís                                                                              |                   | [ 1 ]       |
| 1999                         |                              | Único                        | Viva Maracanã e o canto do Guriatã                                                               |                   | [ 1 ]       |
| 2000                         |                              | Único                        | Mulheres guerreiras                                                                              |                   | [ 1 ]       |
| 2001                         | 6.º lugar                    | Único                        | Louvação a fauna e a flora                                                                       |                   | [ 1 ]       |
| 2002                         |                              | Único                        | Teatro de bonecos                                                                                |                   | [ 1 ]       |
| 2003                         | 8.º lugar                    | Único                        | De Apolônia a Catarina: o espetáculo está na avenida                                             |                   | [ 1 ]       |
| 2004                         | 4.º lugar                    | Único                        | Alexandra, a grande                                                                              |                   | [ 1 ]       |
| 2005                         | 7.º lugar                    | Único                        | O fascínio da ilha má                                                                            |                   | [ 1 ]       |
| 2006                         | 6.º lugar                    | Único                        | Dá a César o que é de César e a Deus o que é de Deus                                             |                   | [ 1 ]       |
| 2007                         | Desclassificada              | Único                        | De Imperatriz a São Luís: Mateus, a saga de um vencedor                                          |                   | [ 1 ]       |
| 2008                         | 9.º lugar                    | Único                        | Estrela do Túnel no céu de Escrete                                                               |                   | [ 1 ]       |
| 2009                         | 10.º lugar                   | Único                        | Amazônia, preservar é preciso                                                                    |                   | [ 1 ]       |
| 2010                         | 9.º lugar                    | Único                        | Mulher Guerreira: dama da cultura popular - Homenagem à Zelinda Lima                             |                   | [ 1 ]       |
| 2011                         | 8.º lugar                    | Único                        | A Madre Deus e seus poetas entre festejos e festanças                                            |                   | [ 1 ]       |
| 2012                         | 6.º lugar                    | Único                        | Em São Luís, de caminho a caminho, a Rua Grande é o meu destino                                  |                   | [ 1 ] [ 4 ] |
| Em 2013 não ocorreu desfile. | Em 2013 não ocorreu desfile. | Em 2013 não ocorreu desfile. | Em 2013 não ocorreu desfile.                                                                     | [ 5 ]             |             |
| 2014                         | 4.º lugar                    | Único                        | No arco-íris da diversidade, meu universo é multicor                                             | Washington Coelho | [ 1 ]       |
| 2015                         | 8.º lugar                    | Único                        | Codó de encantos fantasias e magias                                                              |                   | [ 1 ]       |
| 2016                         | 8.º lugar                    | Único                        | Terra adorada: da criação à magia do Carnaval                                                    | Daniel Pimenta    | [ 1 ] [ 6 ] |
| 2017                         | 7.º lugar                    | Único                        | A Outra Metade Do Céu Mulheres Na História E No Coração                                          | Andrea Maio       | [ 1 ]       |
| 2018                         | 7.º lugar                    | Único                        | A festa da cultura popular na terra dos orixás                                                   | Andrea Maio       | [ 1 ]       |
| 2019                         | 8.º lugar                    | Único                        | Do matadouro à liberdade a túnel do Sacavém canta os 100 anos de resistência cultural da campina | Andrea Maio       | [ 1 ]       |
| 2020                         | 10.º lugar                   | Único                        | A Túnel Vem Cantar a Balaiada No Maranhão                                                        | Andrea Maio       | [ 1 ] [ 7 ] |
| 2021                         |                              |                              |                                                                                                  |                   |             |
| 2022                         |                              |                              |                                                                                                  |                   |             |
| 2023                         | 6º lugar                     |                              | Luiz Phelipe Andres o arquiteto de sonhos                                                        | Washington Coelho |             |
| 2024                         | 9º lugar                     |                              | Mandioca raiz, rainha do Brasil                                                                  |                   |             |
| 2025                         | 9º lugar                     |                              | Um paraíso de águas, de povo de fé... e do carnaval chamado Sacavém                              |                   | [ 8 ]       |